# Jacob deGrom
Jacob Anthony deGrom (* 19. Juni 1988 in DeLand, Florida) ist ein US-amerikanischer Baseballspieler in der Major League Baseball (MLB). Der rechtshändige Pitcher, der allerdings mit links schlägt, steht bei den Texas Rangers in der American League (AL) unter Vertrag.

## Karriere
Jacob deGrom wurde von den New York Mets in der neunten Runde des MLB Draft 2010 an 272ster Stelle gedraftet und debütierte in der MLB am 15. Mai 2014 als Starter im Stadtduell gegen die Yankees. Obwohl er in sieben Innings, die er pitchte, nur einen Run zuließ, wurde er mit einem Loss bedacht, da die Mets das Spiel mit 0:1 verloren.
Nachdem deGrom in seiner Debütsaison 2014 mit den Mets bei 22 Starts in der Regular Season eine Siegquote von 60 % aufweisen konnte, wurde er 2014 zum NL Rookie of the Year gekürt. 2015 erreichte er mit seinem Team die Play-offs und kam dort viermal zum Einsatz. In der National League Division Series gegen die Los Angeles Dodgers durfte er gleich zweimal starten und konnte in beiden Spielen einen Win verbuchen. Ebenso erfolgreich war deGrom in Spiel 3 der National League Championship Series gegen die Chicago Cubs. Die Mets qualifizierten sich für die World Series 2015 und deGrom kam dort in Spiel 2 zum Einsatz. In 5 Innings ließ er gegen die Kansas City Royals vier Runs zu. Die Mets verloren die Serie mit 1:4.
Auch in der Saison 2016 war deGrom fester Bestandteil der Starting Rotation der Mets. 
Juli 2016 absolvierte er sein erstes komplettes Spiel, ließ bei diesem Shutout nur einen Hit zu und einen Schlagmann per Walk auf Base.
2018 und 2019 gewann er jeweils den Cy Young Award für den besten Pitcher der National League, wobei er 2018 den besten ERA (1,70) und 2019 die meisten Strikeouts (255) in der NL erreichte.
In der Saison 2020 wurde er Dritter bei der Abstimmung zum Cy Young Award. 2021 verpasste er Spiele durch eine Entzündung im Ellenbogen.

### 2022
DeGrom erlitt während des Frühjahrstrainings eine Stressreaktion, die Vorstufe zu einem Ermüdungsbruch im rechten Schulterblatt, eine Verletzung, die dazu führte, dass er den Beginn der Saison 2022 verpasste. DeGrom begann im Juli 2022 einen Reha-Einsatz bei den St. Lucie Mets und stieg nach zwei erfolgreichen Starts zu den Triple-A Syracuse Mets. 
DeGrom gab sein Saisondebüt für die Mets 2022 am 2. August gegen die Washington Nationals, indem er in fünf Innings einen Run zuließ und sechs Treffer erzielte. Ein Start am 13. September gegen die Cubs war deGroms 39. Start in Folge, der drei oder weniger verdiente Runs ermöglichte, und stellte damit einen Major-League-Rekord ein, der 1914 von Jim Scott von den Chicago White Sox aufgestellt wurde. Bei seinem nächsten Start am 18. September brach er Scotts Rekord. Am Ende der regulären Saison ließ deGrom in vier aufeinanderfolgenden Spielen mindestens drei Runs zu, was seine schlechteste Bilanz seit 2017 darstellte. Allerdings erholte sich deGrom in Spiel 2 der Wild Card Series gegen die San Diego Padres, als die Mets vor dem Ausscheiden standen. 
In dieser Nacht erlaubte deGrom nur zwei Runs in sechs Innings mit acht Strikeouts, als die Mets das Spiel mit 7:3 gewannen, obwohl sie die Serie schließlich in Spiel 3 verloren. Die Statistik für deGrom im Jahr 2022 umfasste einen Earned-Run-Durchschnitt von 3,08 über 11 Starts mit 102 Strikeouts.
Nach dem Ende der Saison kündigte deGrom seinen Vertrag und schloss sich einer Gruppe mehrerer anderer Mets an, die als Free Agent tätig waren.
Texas Rangers (2023–heute)
Am 2. Dezember 2022 unterzeichnete deGrom einen Fünfjahresvertrag über 185 Millionen US-Dollar mit den Texas Rangers.

### 2023
Im Jahr 2023 machte er sechs Starts für Texas und erzielte einen ERA von 2,67 mit 45 Strikeouts in 30+1⁄3 Inning. Am 6. Juni 2023 gaben die Rangers bekannt, dass deGrom eine Operation von Tommy John benötigen würde, nachdem er einen Kreuzbandriss im rechten Ellenbogen erlitt.